# 舞蹈风暴
《舞蹈风暴》，原名《我心舞动》，是中国大陆湖南卫视推出的一档大型舞蹈竞技节目，该节目由湖南卫视与以色列的Armoza Formats联合研发，概念参考自Armoza Formats的节目模式《舞蹈革命》（英語：Dance Revolution），由制作过《我是歌手》及《歌手》系列节目的洪啸工作室制作，是湖南卫视继《巅峰之夜》之后的又一档跨国共研节目，也是湖南卫视继《声入人心》之后的又一档将高雅艺术推向大众化的节目以及洪啸工作室继《歌手》之后的又一档大型节目。节目的主持人为何炅，每季节目包含来自专业艺术院校、院团、舞蹈工作室的50组不同风格的顶尖舞者，而通过第一阶段甄选的舞者将在之后的赛程中比拼争夺，由此诞生领衔中国舞蹈新力量的最强舞者。第一季于2019年9月14日启动录制，10月5日起每週六22:00接档《我家小两口》播出；第二季于2020年9月16日启动录制，10月10日起每週六22:00接档《运动吧少年》播出。

## 比赛方式
《舞蹈风暴》由湖南卫视历时一年时间从各大专业艺术院校、院团、舞蹈工作室近6000组不同风格的舞者中选拔面试，并挑选出其中最优秀、最具代表性的50组舞者进入电视甄选，且基本囊括全舞种。通过甄选的舞者将在之后的赛程中比拼争夺，由此诞生领衔中国舞蹈新力量的最强舞者，四组风暴见证官将全程参与评判。而本节目最大的创新之处则在于运用时空凝结技术设计的「风暴时刻」环节，节目组将用128台摄像机对所有表演进行360度实时记录，以全方位展现舞蹈细节。每组舞者在编排作品时均需要设定一个自认为精彩的瞬间，即「风暴时刻」，四组见证官在评价作品时亦会对风暴时刻作出点评，而出色的风暴时刻则可扭转乾坤。
本节目的主持人由何炅担任。与其他电视节目中的传统主持人不同，何炅此次是以「风暴伙伴」的身份加盟节目，而风暴伙伴将会贯穿节目始终，并全程陪伴舞者成长。

## 季度概述
| 赛季 | 开播           | 完结           | 集数 | 风暴见证官                              | 冠军   | 亚军 | 季军           |
| ---- | -------------- | -------------- | ---- | --------------------------------------- | ------ | ---- | -------------- |
| 1    | 2019年10月5日  | 2019年12月21日 | 12   | - 扬扬 - 沈伟 - 沈培艺 - 刘宪华、彭昱畅 | 胡沈员 | 李响 | 王占峰、敖定雯 |
| 2    | 2020年10月10日 | 2021年1月9日   | 12   | - 扬扬 - 张艺兴 - 沈伟 - 沈培艺         | 谢欣   | 黎星 | 不適用         |

## 争议
2020年1月13日，音乐版权发行平台VFine Music发布声明，《舞蹈风暴》节目未经授权，屡次侵犯该平台代理的部分音乐作品权益，包括《忐忑》、《生僻字》、《心如止水》，VFine Music将进一步采取法律行动，而湖南卫视相关负责人尚未回应此事。对于《忐忑》被盗用一事，原唱者龚琳娜表示“这样的方式其实是挺卑劣的，因为没有真正的尊重”。

## 收视率

### 第一季
| 中国大陆 湖南卫视 首播收视率 |                |        |          |       |           |           |           |                                                                                             |
| 集數                         | 播出日期       | CSM59  | CSM59    | CSM59 | CSM全国网 | CSM全国网 | CSM全国网 | 備註                                                                                        |
| 集數                         | 播出日期       | 收視率 | 收視份額 | 排名  | 收視率    | 收視份額  | 排名      | 備註                                                                                        |
| 1                            | 2019年10月5日  | 0.617  | 4.67     | 8     | 0.46      | 4.41      | 1         | 东方《做家务的男人》后移至22:00播出 江苏《音浪合夥人》暂停播映                              |
| 2                            | 2019年10月12日 | 0.524  | 3.98     | 9     | 0.37      | 3.67      | 1         | 江苏《音浪合夥人》暂停播映 东方《做家务的男人》前移至20:30播出                              |
| 3                            | 2019年10月19日 | 0.513  | 3.95     | 8     | 0.34      | 3.61      | 2         | 东方《幸福三重奏第二季》开播                                                                |
| 4                            | 2019年10月26日 | 0.517  | 3.88     | 15    | 0.46      | 4.55      | 1         |                                                                                             |
| 5                            | 2019年11月2日  | 0.503  | 4.01     | 11    | 0.47      | 4.98      | 1         | 东方《幸福三重奏第二季》前移至20:20播出                                                     |
| 6                            | 2019年11月9日  | 0.523  | 4.26     | 11    | 0.39      | 4.2       | 1         |                                                                                             |
| 7                            | 2019年11月16日 | 0.504  | 3.95     | 11    | 0.42      | 4.47      | 1         | 浙江《漫游记》开播                                                                          |
| 8                            | 2019年11月23日 | 0.482  | 3.44     | 11    | 0.43      | 4.12      | 1         | 东方《老总来了》20:20开播，《幸福三重奏第二季》后移至21:30播出                              |
| 9                            | 2019年11月30日 | 0.564  | 4.27     | 12    | 0.44      | 4.36      | 1         | 江苏《音浪合夥人》完结 东方《老总来了》后移至20:50播出，《幸福三重奏第二季》后移至21:50播出 |
| 10                           | 2019年12月7日  | 0.469  | 3.85     | 10    | 0.34      | 3.73      | 1         |                                                                                             |
| 11                           | 2019年12月14日 | 0.555  | 4.39     | 9     | 0.42      | 4.24      | 1         |                                                                                             |
| 12                           | 2019年12月21日 | —      | —        | —     | 0.47      | 4.45      | 1         | 东方《幸福三重奏第二季》完结                                                                |

1. 同时段或交叉时段主要节目：
  - 浙江卫视：《漫游记》
  - 江苏卫视：《音浪合夥人》
  - 东方卫视：《做家务的男人》／《幸福三重奏2》
2. 数据由广视索福瑞提供，调查范围为四岁以上之观众。
3. 以上收视排名不包括央视在内。
4. 资料来源：卫视这些事儿、卫视小露电、TV未知数。
5. 排名为週六晚间所有综艺节目的排名，并不一定为同一时段。

### 第二季
| 中国大陆 湖南卫视 首播收视率 （CSM59） |                |        |          |      |                                                                                |
| 集數                                   | 播出日期       | 收视率 | 收视份额 | 排名 | 備註                                                                           |
| 1                                      | 2020年10月10日 | 0.418  | 3.12     | 12   |                                                                                |
| 2                                      | 2020年10月17日 | 0.425  | 3.76     | 13   | 因转播《新闻联播》超时，本期节目顺延至22:09播映 东方《做家务的男人第二季》完结 |
| 3                                      | 2020年10月24日 | 0.432  | 3.25     | 15   |                                                                                |
|                                        | 2020年10月31日 |        |          |      | 因直播《2020天猫双11开幕直播盛典》，暂停播映 浙江《蓝莓孵化营》暂停播映        |
| 4                                      | 2020年11月7日  | 0.367  | 2.57     | 14   | 浙江《蓝莓孵化营》复播                                                         |
| 5                                      | 2020年11月14日 | 0.299  | 2.64     | 13   | 东方《哈哈哈哈哈》开播                                                         |
| 6                                      | 2020年11月21日 | 0.358  | 2.69     | 15   |                                                                                |
| 7                                      | 2020年11月28日 | 0.341  | 2.69     | 15   |                                                                                |
| 8                                      | 2020年12月5日  | 0.321  | 2.61     | 13   |                                                                                |
| 9                                      | 2020年12月12日 | 0.313  | 2.24     | 15   |                                                                                |
| 10                                     | 2020年12月19日 | 0.260  | 2.01     | 17   | 浙江《蓝莓孵化营》完结                                                         |
| 11                                     | 2020年12月26日 | 0.300  | 2.69     | 14   |                                                                                |
|                                        | 2021年1月2日   |        |          |      | 因频道特殊编排，暂停播映 浙江《念念桃花源》开播                                |
| 12                                     | 2021年1月9日   | —      | —        | —    |                                                                                |

1. 同时段或交叉时段主要节目：
  - 浙江卫视：《蓝莓孵化营》／《念念桃花源》
  - 东方卫视：《做家务的男人2》／《哈哈哈哈哈》
2. 数据由广视索福瑞提供，调查范围为四岁以上之观众。
3. 以上收视排名不包括央视在内。
4. 资料来源：卫视这些事儿、卫视小露电。
5. 湖南卫视采用六网七域综合收视评价体系，上表重点记录每日发布的CSM59城市网收视数据，其他各组收视数据（CSM全国网、全国网城域、酷云全国网、欢网全国网、尼尔森100城、中国视听大数据）请自行查阅数据供应商或湖南卫视总编室推广部发布的收视数据。
6. 排名为週六晚间所有综艺节目的排名，并不一定为同一时段。

## 奖项纪录
| 年份   | 颁奖典礼                 | 奖项               | 入围               | 结果 | 备注   |
| ------ | ------------------------ | ------------------ | ------------------ | ---- | ------ |
| 2020年 | 第26届上海电视节白玉兰奖 | 最佳电视综艺节目奖 | 《舞蹈风暴》第一季 | 獲獎 | [ 9 ]  |
| 2020年 | 第30届中国电视金鹰奖     | 最佳电视综艺节目奖 | 《舞蹈风暴》第一季 | 提名 | [ 10 ] |
| 2020年 | 第26届中国电视文艺星光奖 | 电视文艺栏目大奖   | 《舞蹈风暴》第一季 | 提名 | [ 11 ] |
| 2021年 | 第27届上海电视节白玉兰奖 | 最佳电视综艺节目奖 | 《舞蹈风暴》第二季 | 提名 | [ 12 ] |